# フレデリック・ショパン研究所
フレデリック・ショパン研究所（フレデリック・ショパンけんきゅうじょ、英語: Fryderyk Chopin Institute、ポーランド語: Narodowy Instytut Fryderyka Chopina、略称: NIFC（ニフツ））は、ポーランドの作曲家フレデリック・ショパンの遺産の保護を目的としたポーランドの国立研究機関である。ワルシャワに本部を置いている。

## 概要
2001年2月3日、ポーランド共和国議会の決定により、ポーランド共和国文化・国家遺産省の直轄機関として設立された。ショパンの遺産保護の他には、ショパン国際ピアノコンクールやショパン博物館の運営も行っている。2005年からは毎年、国際音楽祭であるショパンと彼のヨーロッパ国際音楽祭を開催している。
2010年からは、レコードレーベルとしてショパンの楽曲の録音をリリースしている。